# Église Saint-Léonard de Senon
L'église Saint-Léonard de Senon est un édifice religieux situé à Senon, en France.

## Généralités
L'église est située Rue de l’Église, au centre du village de Senon, dans le département de la Meuse, en région Grand Est, en France. Elle dépend de la paroisse Saint-Michel du Val-d’Orne, au sein du diocèse de Verdun. Elle est placée sous le vocable de saint Léonard, abbé, en hommage au saint patron de son fondateur.

## Historique
L’église actuelle fut reconstruite en 1536 grâce à l’initiative de Léonard Waltrin, natif de Senon, chanoine de Verdun et archidiacre de Metz. Elle est partiellement endommagée pendant la première Guerre mondiale, mais également lors de la seconde Guerre mondiale.
Elle est classée au titre des monuments historiques par arrêté du 16 octobre 1906.

## Architecture
L’église mêle des éléments de style gothique, des éléments typiques de la Renaissance et de reconstruction moderne - notamment une charpente en béton armé -, issu des reconstructions lorsqu'elle fut endommagé pendant les guerres. Les vitraux datent également du XXe siècle.

## Mobilier
Parmi le mobilier de l'église : 
- Une plaque commémorative de 1541 dédiée à Léonard Waltrin, visible dans le chœur, évoque sa contribution à la construction de l’église[5].
- Le retable de la Cène, daté du XVIe siècle, vestige l’époque de fondation, composé de trois éléments sculptés provenant de l'autel primitif du chœur[6].

## Galerie

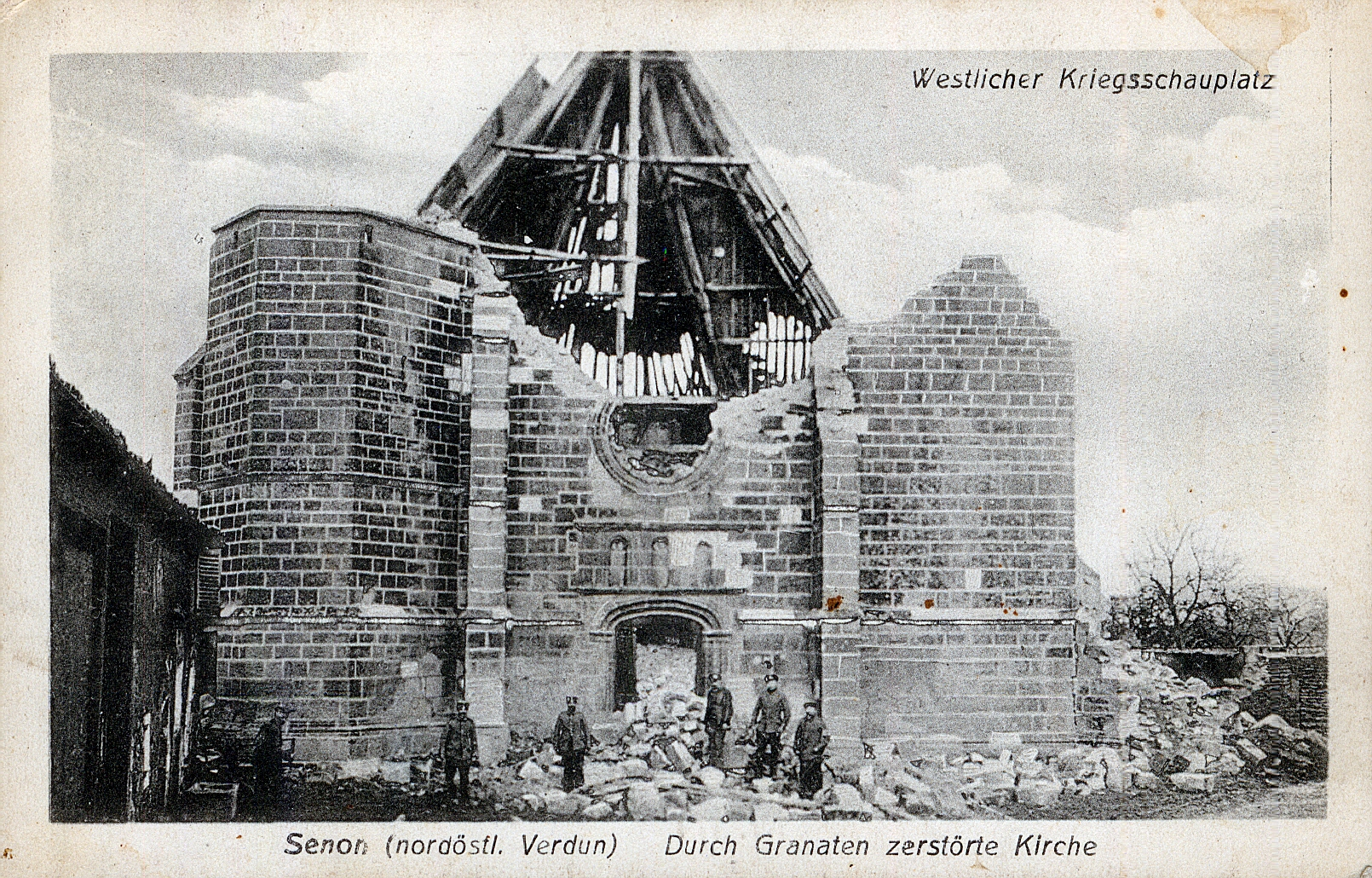
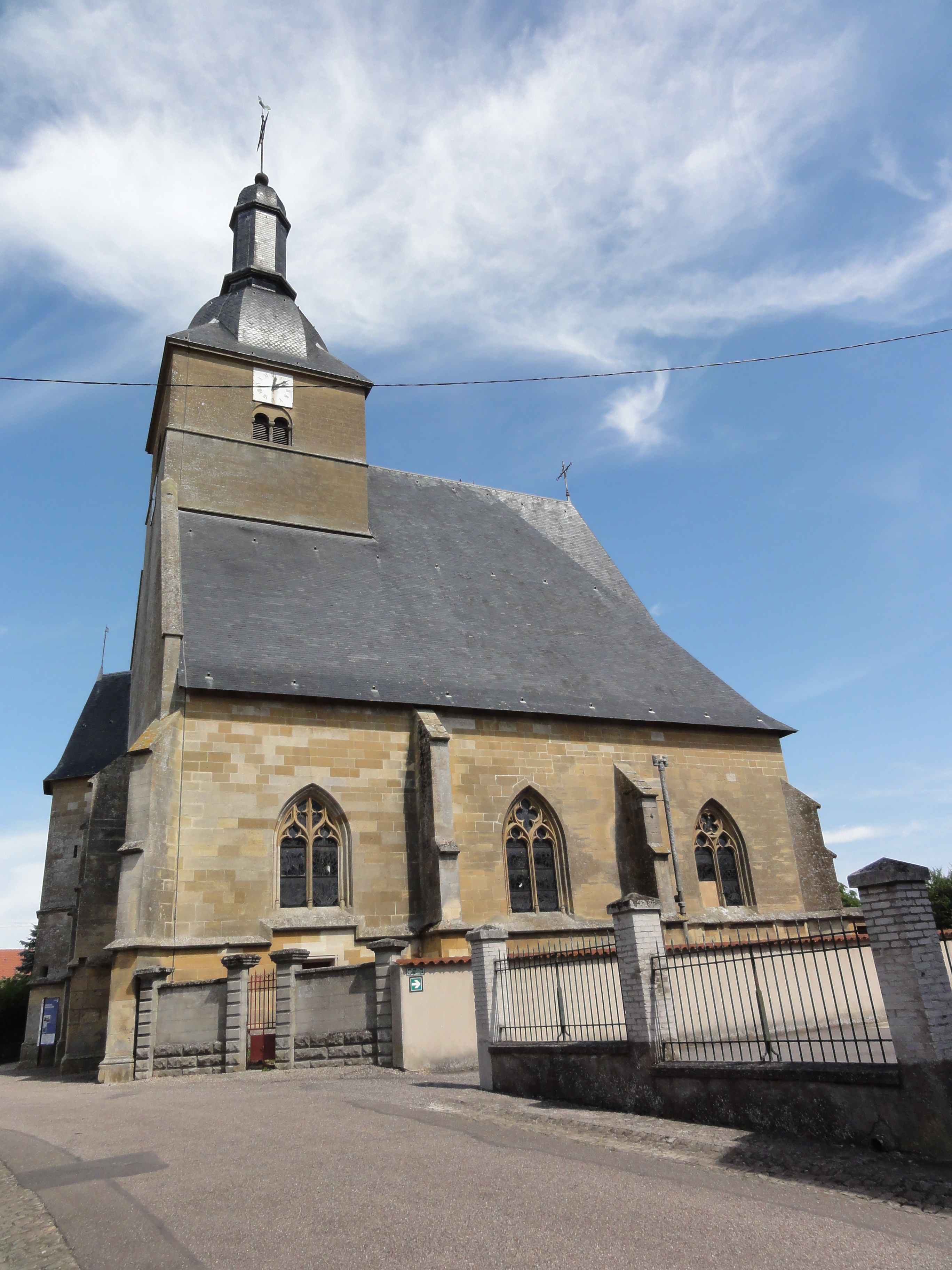